# Estimación de área pequeña
Estimación de área pequeña  es cualquiera de varias técnicas estadísticas que implican la estimación de parámetros para sub-poblaciones pequeñas, que se utiliza generalmente cuando la sub-población de interés se incluye en un estudio más grande.
El término "área pequeña", en este contexto, se refiere generalmente a una pequeña área geográfica, tal como un municipio o comarca. También puede referirse a un "pequeño dominio", es decir, un grupo demográfico en particular dentro de un área. Si una encuesta -o estudio- se ha llevado a cabo para la población en su conjunto (por ejemplo, una nación o una encuesta a nivel estatal), el tamaño de la muestra dentro de cualquier área pequeña particular, pueden ser demasiado pequeño para generar estimaciones precisas de los datos. Para hacer frente a este problema, es posible utilizar los datos adicionales (como los registros del censo) que existen para estas áreas pequeñas con el fin de obtener estimaciones.
Uno de los modelos de área pequeña más comunes en uso hoy en día es el 'modelo de regresión del área anidada al nivel de la unidad', que se utiliza por primera vez en 1988 para modelar áreas de maíz y cultivos de soja en Iowa. Los datos del estudio inicial, en el que los agricultores informaron sobre la zona en la que habían cultivado maíz o soja, se comparó con las estimaciones obtenidas a partir de cartografía por satélite de las granjas.
El modelo final resultante para la unidad / granja 'j' en el condado de 'i' es {\displaystyle y_{ij}=x_{ij}'\beta +\mu _{i}+\epsilon _{ij}\,} , donde 'y' denota el área de cultivo reportada, {\displaystyle \beta \,} es el coeficiente de regresión, 'x' es la estimación, a nivel de granja, ya sea para el cultivo del maíz o la soja a partir de
los datos de satélite y \mu \, representa el efecto a nivel de condado de cualquier características del área no recogida en el estudio.